# Goodall Ridge
Goodall Ridge ist ein zum Teil verschneiter Gebirgskamm im ostantarktischen Mac-Robertson-Land. In den Prince Charles Mountains ragt er 10 km westsüdwestlich der Taylor-Plattform auf.
Luftaufnahmen der Australian National Antarctic Research Expeditions aus den Jahren 1956 und 1960 dienten seiner Kartierung. Das Antarctic Names Committee of Australia benannte ihn nach A. Wallace Goodall, Dieselaggregatmechaniker auf Macquarie Island im Jahr 1962 und auf der Davis-Station im Jahr 1964.